# Португалія на зимових Олімпійських іграх 2006
Португалія на зимових Олімпійських іграх 2006 року, які проходили в італійському місті Турин, була представлена одним спортсменом в одному виді спорту: лижні перегони. Прапороносцем на церемонії відкриття Олімпійських ігор був єдиний представник країни лижник Данні Сільва.
Португалія вп'яте взяла участь в зимових Олімпійських іграх. Країна не здобула жодної медалі.

## Учасники
За видом спорту та статтю
| Вид спорту     | Чоловіки | Жінки | Разом |
| -------------- | -------- | ----- | ----- |
| Лижні перегони | 1        | 0     | 1     |
| Разом          | 1        | 0     | 1     |

## Лижні перегони
| Спортсмен    | Дисципліна                       | Фінал   | Фінал |
| Спортсмен    | Дисципліна                       | Разом   | Місце |
| ------------ | -------------------------------- | ------- | ----- |
| Данні Сільва | 15 км, класичний стиль, чоловіки | 54:34.1 | 93    |